# Cámara de Diputados de la Provincia de Santiago del Estero
La Cámara de Diputados de la Provincia de Santiago del Estero es el órgano que ejerce el Poder Legislativo en la provincia argentina de Santiago del Estero. Es la única cámara encargada de la elaboración de leyes en dicha provincia y está formada por 40 diputados elegidos en forma directa por el electorado, en distrito único y bajo el sistema proporcional. Según la Constitución Provincial, se asegurará la participación de los ciudadanos del interior de la provincia en no menos del 50% de las postulaciones expectables y de las suplencias. Los diputados durarán cuatro años en sus funciones y podrán ser reelegidos por un solo período consecutivo. Siendo reelectos, no podrán serlo nuevamente sino con intervalo de un mandato. La Cámara de Diputados se renueva completa cada cuatro años, en la misma oportunidad que el Poder Ejecutivo. El vicegobernador es el presidente nato de la Legislatura, ejerce su coordinación y administración, conduce los debates, tiene iniciativa legislativa y sólo vota en caso de empate.

## Composición actual (2021-2025)
De acuerdo con las últimas Elecciones provinciales de Santiago del Estero de 2021, los diputados para el período que va desde el 10 de diciembre de 2021 al 10 de diciembre de 2025 son:
| Diputado                        | Partido | Partido                        |
| ------------------------------- | ------- | ------------------------------ |
| Julio Alberto Abdala            |         | Partido Justicialista          |
| Norma Amanda Abdala             |         | Partido Justicialista          |
| Reina Elizabeth Altamiranda     |         | Frente Cívico por Santiago     |
| Orlando Nicolás Ávila           |         | Partido Justicialista          |
| Juan Manuel Beltramino          |         | Frente Cívico por Santiago     |
| Patricia del Carmen Buena       |         | Frente Cívico por Santiago     |
| Carlos Mauricio Bustamante      |         | Frente Cívico por Santiago     |
| María del Valle Brandán de Rigo |         | Frente Cívico por Santiago     |
| Rómulo Edgardo Bravo            |         | Partido Justicialista          |
| Viviana Haideé Campos           |         | Partido Justicialista          |
| Arnaldo Alberto Cazzazola       |         | Frente Cívico por Santiago     |
| Andrés Oscar Cedrán             |         | Frente Cívico por Santiago     |
| Julia Antonia Comán             |         | Partido Justicialista          |
| Cristian Chazarreta             |         | Frente Renovador y Progresista |
| Oscar Ángel Don                 |         | Frente Cívico por Santiago     |
| Gerardo Valentín Floridia       |         | Juntos por el Cambio           |
| Marilo Gau                      |         | Juntos por el Cambio           |
| Ramón Rosa González             |         | Partido Justicialista          |
| Marisa Analía Herrera           |         | Partido Justicialista          |
| Francisco Ibáñez                |         | Frente Patriótico Laborista    |
| Verónica Alejandra Larcher      |         | Frente Renovador y Progresista |
| Cecilia Inés López              |         | Frente Cívico por Santiago     |
| Daniel Manzanarez               |         | Frente Cívico por Santiago     |
| Ernesto Mazoud                  |         | Frente Cívico por Santiago     |
| Nora Beatriz Mercado            |         | Partido Justicialista          |
| Mariana Elizabet Morales        |         | Frente Renovador y Progresista |
| Elia Esther del Carmen Moreno   |         | Frente Cívico por Santiago     |
| Jorge Luis Mussetti             |         | Frente Renovador y Progresista |
| Alejandro Parnás                |         | Juntos por el Cambio           |
| Víctor Manuel Paz Lescano       |         | Partido Justicialista          |
| María Soledad Ramírez           |         | Frente Cívico por Santiago     |
| Analía del Valle Ruíz           |         | Frente Cívico por Santiago     |
| Gabriel Santillán               |         | Juntos por el Cambio           |
| Néstor Humberto Salim           |         | Partido Justicialista          |
| Tomasa Everilda Salvatierra     |         | Partido Justicialista          |
| Aldana Saavedra                 |         | Juntos por el Cambio           |
| Arsenio Juan Sequeira           |         | Frente Cívico por Santiago     |
| Cecilia Valdez                  |         | Frente Cívico por Santiago     |
| Alicia Vázquez                  |         | Frente Patriótico Laborista    |
| Leticia Vittar                  |         | Frente Patriótico Laborista    |

## Composición histórica
| 2017-2021                         | 2017-2021 | 2017-2021                  |
| Diputado                          | Partido   | Partido                    |
| --------------------------------- | --------- | -------------------------- |
| Orlando Nicolás Ávila             |           | Partido Justicialista      |
| Juan Manuel Baracat               |           | Frente Renovador           |
| Ramón Lisandro Becker             |           | Cambiemos                  |
| Ramón Rubén Blázquez              |           | Frente Cívico por Santiago |
| María del Valle Brandán de Rigo   |           | Frente Cívico por Santiago |
| Rómulo Edgardo Bravo              |           | Partido Justicialista      |
| Mario Gustavo Cantoni             |           | Frente Cívico por Santiago |
| Amado Tomás Chamorro              |           | Partido Justicialista      |
| Julia Antonia Comán               |           | Partido Justicialista      |
| Gerardo Valentín Floridia         |           | Cambiemos                  |
| Luis Roberto Ger                  |           | Frente Cívico por Santiago |
| José Fernando Daniel Giménez      |           | Libres del Sur             |
| Marisa Analía Herrera             |           | Partido Justicialista      |
| Claudia Juárez Fantoni            |           | Cambiemos                  |
| José Luis Krede                   |           | Frente Cívico por Santiago |
| Verónica Alejandra Larcher        |           | Frente Renovador           |
| Florencia López Castro de Zavalía |           | Frente Cívico por Santiago |
| Claudia Alejandra Makhoul         |           | Partido Justicialista      |
| Flavia Maldi                      |           | Cambiemos                  |
| Elía Esther del Carmen Moreno     |           | Frente Cívico por Santiago |
| Marcelo Antonino Nazar            |           | Partido Justicialista      |
| Claudia Patricia Núñez            |           | Cambiemos                  |
| Víctor Manuel Paz Lescano         |           | Partido Justicialista      |
| Rodrigo Posse                     |           | Cambiemos                  |
| Marta Amalia Regalado             |           | Frente Cívico por Santiago |
| Antonio Anselmo Romano            |           | Partido Justicialista      |
| Silvia Liliana Romero             |           | Frente Cívico por Santiago |
| Gabriela de los Ángeles Rueda     |           | Frente Cívico por Santiago |
| María Luján Sabalza               |           | Partido Justicialista      |
| Néstor Humberto Salim             |           | Partido Justicialista      |
| Cilda Ofelina Santucho            |           | Frente Cívico por Santiago |
| Silvia Sayago                     |           | Frente Cívico por Santiago |
| Arsenio Juan Sequeira             |           | Frente Cívico por Santiago |
| Carlos Silva Neder                |           | Partido Justicialista      |
| Marcela Antonia Soria             |           | Partido Justicialista      |
| Georgina Marcela Sosa             |           | Frente Cívico por Santiago |
| Nélida Clementina Sosa            |           | Frente Cívico por Santiago |
| Luis Humberto Villavicencio       |           | Partido Justicialista      |
| Leticia Vittar                    |           | Cambiemos                  |
| Daniel Zamora                     |           | Frente Cívico por Santiago |